# Kotiganahalli, Belur
Kotiganahalli là một làng thuộc tehsil Belur, huyện Hassan, bang Karnataka, Ấn Độ.